# Laura Linnenbaum
Laura Linnenbaum (* 1986) ist eine deutsche Theaterregisseurin.

## Leben
Linnenbaum studierte Diplom-Regie an der Hochschule für Musik und Darstellende Kunst Frankfurt am Main, unter anderem bei Christof Loy, Benedikt von Peter, Ulrich Becker und Julian Klein. Während ihres Studiums arbeitete sie für das Deutsche Nationaltheater Weimar, das Thalia Theater Hamburg und die Heidelberger Schlossfestspiele.
Seit der Spielzeit 2011 inszenierte Linnenbaum freischaffend. Parallel dazu war sie Stipendiatin und Regieassistentin des Schauspiel Frankfurt. Dort inszenierte sie Stücke wie „Schlafes Bruder“ (Körber Studio Regie) oder „Eine Teufeliade“ mit dem sie 2013 zu den Hessischen Theatertage geladen war. Die Stücke „MS Pocahontas“ von Gerhild Steinbuch und „Vom Fischer und seiner Frau“ von Simon Paul Schneider brachte Linnenbaum in Frankfurt zur Uraufführung. Mit „Norway Today“, das am Bayerischen Theater Schloss Maßbach entstand, gastierte sie 2014 bei den Bayerischen Theatertagen.
Weitere Arbeiten und Projektentwicklungen realisierte sie am Staatsschauspiel Dresden, Theater Bonn, Staatstheater Kassel, Thomas Bernhard Institut Salzburg, am Saarländischen Staatstheater Saarbrücken, am Theater Osnabrück, DT Göttingen und an weiteren Spielstätten und Theaterhäusern.
In der Saison 2016/17 kuratierte und leitete sie als künstlerische Leitung das Theatertreffen „Unentdeckte Nachbarn“, das in Chemnitz anlässlich des fünften Jahrestages der Aufdeckung des sogenannten Nationalsozialistischen Untergrundes (NSU) in Chemnitz stattfand. Im Rahmen des Theatertreffens brachte sie außerdem Gerhild Steinbuchs „Beate Uwe Uwe Selfie Klick“ zur Uraufführung, das 2017 zum Heidelberger Stückemarkt eingeladen war.
Mit der Dresdner Uraufführung von Ibrahim Amirs „Homohalal“ gastierte sie 2018 wiederholt beim Heidelberger Stückemarkt sowie außerdem bei den Mülheimer Theatertagen.

## Inszenierungen (Auswahl)
- 2011: Schlafes Bruder nach Robert Schneider, Körber Studio Junge Regie in Hamburg[7]
- 2016: Beate Uwe Uwe Selfie Klick von Gerhild Steinbuch, Theater Chemnitz[8]
- 2017: Homohalal von Ibrahim Amir, Staatsschauspiel Dresden[9]
- 2017: Andorra von Max Frisch, Theater Münster[10]
- 2018: Der zerbrochne Krug von Heinrich von Kleist, Düsseldorfer Schauspielhaus[11]
- 2019: Kriegsbeute von Martin Behnke und Burhan Qurbani, Berliner Ensemble[12]
- 2019: Zeit aus den Fugen von Philip K. Dick, Schauspiel Hannover[13]

## Preise
- Für ihre Inszenierung „Silent Noise – Projekt über Sylvia Plath“ wurde Linnenbaum in der Fachzeitschrift Theater Heute in der Kategorie „Nachwuchskünstlerin“ nominiert.[14]
- „Beate Uwe Uwe Selfie Klick“ erhielt 2017 den Preis der Jugendjury beim Kinder- und Jugendtheaterfestival WILDWECHSEL des TJG Dresden.[15]
- 2017 wurde das Theatertreffen „Unentdeckte Nachbarn“ mit dem Chemnitzer Friedenspreis ausgezeichnet.